# Resurrection Boulevard
Resurrection Boulevard (eller Resurrection Blvd.) är en amerikansk TV-serie som sändes i tre säsonger mellan åren 2000 och 2002.

## Om TV-serien
Resurrection Boulevard regisserades av Camilo Vila. Totalt spelades 56 avsnitt in.

## Rollista (urval)
- Ruth Livier - Yolanda Santiago
- Nicholas Gonzalez - Alex Santiago
- Daniel Zacapa - Ruben Santiago